# Pennines
Les Pennines sont une chaîne de montagnes du Royaume-Uni située dans le centre et le nord de l'Angleterre. De par son extension nord-sud, sa position centrale dans la Grande-Bretagne et constituant le seul relief vraiment étendu de l'Angleterre, elle est surnommée « la colonne vertébrale de l'Angleterre », en anglais the backbone of England. Son nom est issu du celtique penno qui signifie « tête » > « sommet ».

## Géographie

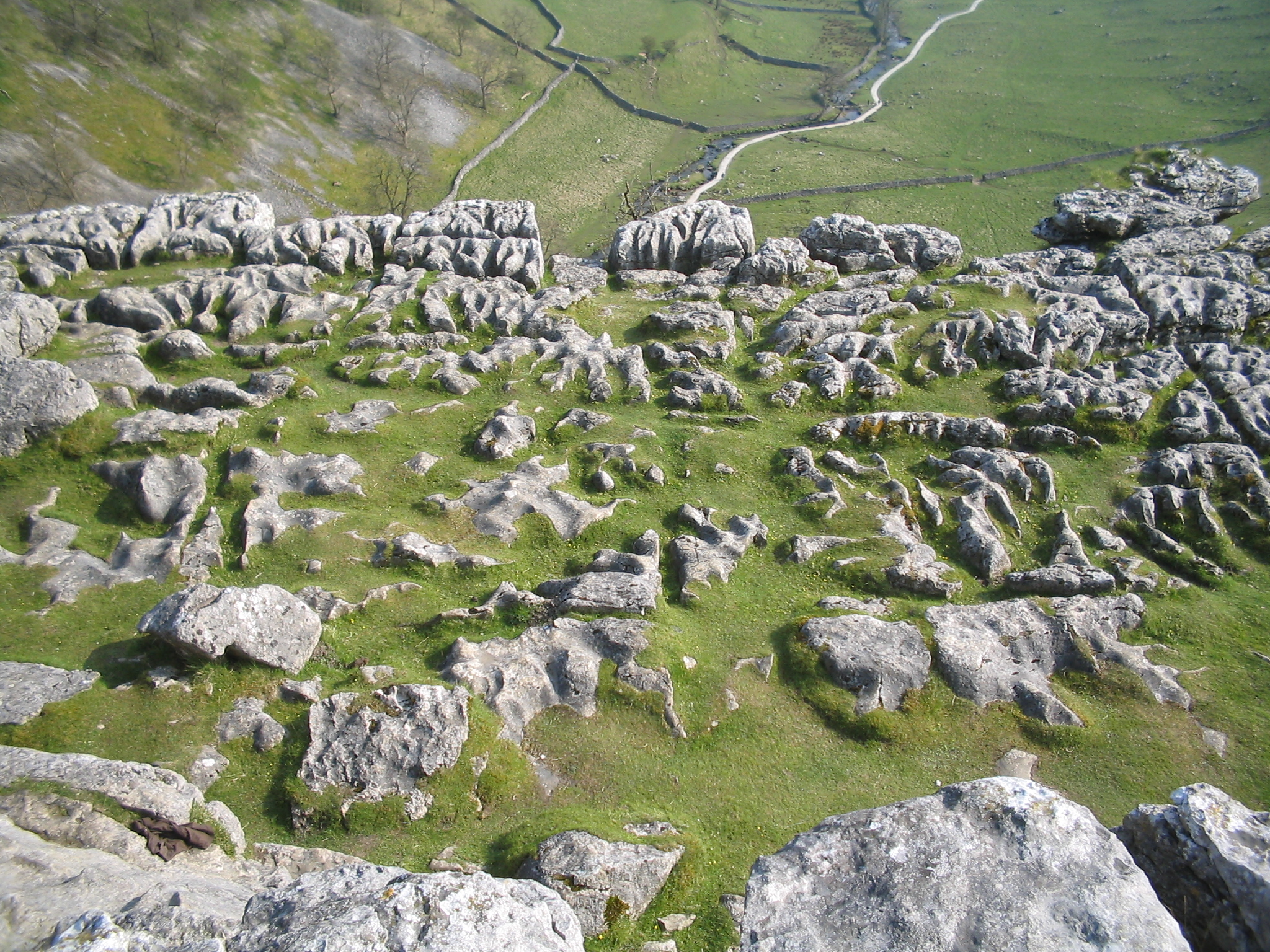
Les lapiaz de Malham Cove, Yorkshire.

Les Pennines s'étendent du Peak District dans les Midlands anglais au sud jusqu'au mur d'Hadrien au nord, en passant par les Yorkshire Dales, les West Pennine Moors et la Cumbria. Les Pennines sont séparées des monts Cheviot par le Tyne Gap au nord et des monts Cambriens par le Midland Gap au sud-ouest.
Le point culminant de la chaîne est le Cross Fell (893 m). D'autres sommets importants sont le Mickle Fell (788 m), le Whernside (736 m), l'Ingleborough (724 m), le Pen-y-ghent (694 m) et le Kinder Scout (636 m). Par circulation atmosphérique du nord-est, se développe le vent de Helm sur la pente sud-ouest du Cross Fell et des vents similaires ailleurs.
Une foison de cours d'eau prennent leur source dans les Pennines, dont la Ribble, la Mersey et l'Eden qui suivent les cours à l'ouest vers la mer d'Irlande ; tandis que la Tyne, la Tees, la Swale, l'Aire, le Don et la Trent ont leur cours vers l'est et se jettent dans la mer du Nord.
En ce qui concerne sa formation rocheuse, on trouve aux Pennines des dépôts de calcaire, des grottes (par exemple Gaping Gill et Rowten Pot) et des lapiaz. Les Pennines sont renommés pour leur beauté et une partie forme des parcs nationaux, dont le Peak District et les Yorkshire Dales. On y trouve également l'un des sentiers de grande randonnée les plus fréquentés et les plus difficiles du Royaume-Uni, le Pennine Way.
Les Pennines sont traversées par l'autoroute M62, plusieurs routes principales, des chemins de fer et des canaux.

## Histoire
Les nombreux cours d'eau des Pennines ont alimenté en énergie les premières usines (principalement de coton) de la révolution industrielle. À Manchester, par exemple, le nombre de filatures de coton connut un essor fulgurant en très peu de temps, passant de deux en 1790 à 66 en 1821. Par conséquent, la délocalisation de l'industrie a eu de gros impacts sur certaines vallées, jusque-là plutôt industrialisées.